# Jesús Sánchez Japón
Jesús Sánchez Japón (Coria del Río, provincia de Sevilla, 26 de noviembre de 1974) es un exfutbolista español que se desempeñaba como centrocampista.

## Clubes
| Club                       | País   | Año       |
| -------------------------- | ------ | --------- |
| R. C. Recreativo de Huelva | España | 1997-1998 |
| Levante U. D.              | España | 1998-2000 |
| Real Valladolid C. F.      | España | 2000-2005 |